# Shlomi Azulay
Shlomi Azulay (in ebraico שלומי אזולאי‎?; Tiberiade, 18 ottobre 1989) è un calciatore israeliano, attaccante dell'Ashdod.

## Carriera
Ha giocato nella massima serie israeliana.

## Palmarès

### Club

#### Competizioni nazionali
- Campionato israeliano: 2

Maccabi Haifa: 2010-2011
Ironi Kiryat Shmona: 2011-2012
- Coppa Toto Al: 2

Ironi Kiryat Shmona: 2011-2012
Beitar Gerusalemme: 2019-2020